# Ruszcza (województwo lubelskie)
Ruszcza – osada leśna w Polsce położona w województwie lubelskim, w powiecie łukowskim, w gminie Adamów.
W latach 1975–1998 miejscowość należała administracyjnie do województwa siedleckiego.